# Spiranthera
Spiranthera es un género  de plantas  perteneciente a la familia Rutaceae. Comprende 9 especies descritas y de estas, solo 2 aceptadas.

## Taxonomía
El género fue descrito por  Augustin Saint-Hilaire y publicado en Bull. Sci. Soc. Philom. Paris 1823: 130. 1823. La especie tipo es: Spiranthera odoratissima A. St.-Hil. 

## Especies aceptadas
A continuación se brinda un listado de las especies del género Spiranthera aceptadas hasta marzo de 2013, ordenadas alfabéticamente. Para cada una se indica el nombre binomial seguido del autor, abreviado según las convenciones y usos
- Spiranthera guianensis Sandwith
- Spiranthera parviflora Sandwith